# Шуртанське газове родовище
Шуртанське газове родовище знаходиться на території Узбекистану та належить до Амудар'їнської нафтогазоносної провінції.

## Опис
Відкрите 1974 року.
Поклади залягають на глибині 3000 м.
Запаси 400 млрд м3.

## Додаткова інформація
Талімарджанська ТЕС отримує блакитне паливо з Шуртанського родовища по перемичці завдовжки 26 км.